# Francesc Gelambí i Dalmau
Francesc Gelambí i Dalmau (Alcover, 9 de febrer de 1856 - Barcelona, abril de 1914) fou un músic i director coral català. Era fill de Francesc Gelambrí Martí i la seva esposa va ser Maria Josepa Dalmau.
L'any 1884, Francesc Gelambí i Dalmau va traslladar-se d'Alcover a Montblanc per viure amb el seu germanastre Joan Gelambrí Pallisé. A Montblanc va dirigir diverses agrupacions, incloent-hi l'orquestra La Nova, fundada l'any 1833.
Després de deixar Montblanc, Francesc es va establir a Lleida, on va dirigir diverses agrupacions. El 1902, va fundar l'Orfeó Lleidatà, prenent com a model l'Orfeó Català de Barcelona. Amb la presidència d'Antoni Agelet i Romeu i la direcció de Francesc Gelambí i Dalmau, l'Orfeó va experimentar un creixement artístic destacat. L’any 1915, es va unir amb una coral coneguda com La Violeta, adoptant el nou nom d'Orfeó Lleidatà.